# Herodek Antal
Heródek Antal (Szob, 1872. február 7. – Illésháza, 1951. november 7.) főesperes, plébános.

## Élete
Budapesten tanult. 1895. március 10-én szentelték pappá Esztergomban. Előbb Nagykéren, majd Hidaskürtön szolgált káplánként. 1897-1911 között Pozsonyeperjesen, majd 1932-ig Vágfarkasdon szolgált. A Vágsellyei Espereskerület espereshelyettese, 1914-től pedig esperese. A vágfarkasdi iskolaszék elnöke volt, 1922-től zsinati vizsgáztató. Idős korában Illésházára, 1932-ben Ebedre helyezték. 1935-ben nyugdíjba vonult. A csehszlovák állampolgársága sokáig rendezetlen maradt.
A huszita korszakkal foglalkozott és ennek dokumentumait gyűjtötte fel több kötetben. A Néprajzi Múzeum egy 18. századi ón céhkannát vásárolt tőle. Az ebedi Árpád-kori templomot is megásatta. 1908-tól a Pozsony-Eperjes és Vidéke fogyasztási és értékesítő szövetkezet igazgatósági tagja volt.

## Művei
- 1908 Hazai oltáregyesületünk Zsigmond király korában. Örökimádás 1908/4
- 1908 A XV. századbeli körmöczbányai oltáregyesület. Örökimádás 1908/12, 363-364
- 1913 A XV. századbeli magyar szentségtársulatok belső életének néhány vonása. Örökimádás 1913/3, 74-76
- 1914 A nagyszebeni Krisztus legszentebb testének társulata a XIV., XV. és XVI. században. Örökimádás 1914/5, 140-143
- 1929 A Farkasdi Csiffáry család családfája és családfájának igazolása
- 1944 Topografická obchôdzka Slovenskom po staropohanských stopách. Ročnica Misijného spolku na Slovensku 1944, 159–163

Több kulturális, egyháztörténeti és egyházi kiadvány szerzője.